# Jammu en Kasjmir (staat)
Jammu en Kasjmir (Kasjmiri: جۄم تٕ کٔشېر, जॅम त॒ कॅशीर Urdu: جموں و کشمیر) is een voormalige deelstaat van India, die als zodanig bestond tussen 1954 en 2019. Het was de noordelijkste deelstaat van het land en bestond uit drie divisies: Jammu, Kasjmir en Ladakh. De hoofdsteden van de staat waren Srinagar (in de zomer) en Jammu (in de winter).
Jammu en Kasjmir was de enige Indiase deelstaat met een moslimmeerderheid. De staat kwam de facto overeen met het door India bestuurde deel van het gelijknamige gebied, dat internationaal betwist wordt door India, Pakistan en in mindere mate de Volksrepubliek China. De regering van India maakt aanspraak op de volledige regio.
In 2019 werd de deelstaat in tweeën gesplitst. Zowel het westelijke gedeelte, dat de naam Jammu en Kasjmir behield, als het oostelijke gedeelte Ladakh worden sindsdien bestuurd als afzonderlijke unieterritoria.

## Geschiedenis
Jammu en Kasjmir was tot 1947 een prinselijke staat met een moslimmeerderheid die door een hindoeïstische maharadja werd geregeerd. Toen de maharadja Hari Singh weigerde om tot India of Pakistan toe te treden, en in plaats daarvan verkoos onafhankelijk te blijven (in afwachting van een voor hem zo gunstig mogelijk aanbod van India), vielen lokale moslimtroepen, gesteund door Pakistan, het gebied binnen. De maharadja vroeg om hulp van India, maar dit werd geweigerd, tenzij hij zich bij India aansloot. Na de gedwongen aansluiting viel India Jammu en Kasjmir binnen en wist een gedeelte van het gebied te heroveren.
Sindsdien heerst tussen India en Pakistan onenigheid over de zeggenschap over het gebied. In feite eisen beide landen de heerschappij over de volledige regio op. India rekent de gehele oppervlakte van het gebied, inclusief de door Pakistan en China bestuurde gebieden, tot zijn grondgebied. Pakistan erkent het Indiase gebiedsdeel echter niet en noemt dit deel van de regio „Bezet Kasjmir“, terwijl het gebied onder bewind van de Pakistanen Azad Kasjmir („Vrij Kasjmir“) wordt genoemd, behalve de zelfstandige Noordelijke Gebieden. De de facto situatie is dat Pakistan controle heeft over het zuidelijke deel van het gebied, net onder de helft, China bezit een klein gedeelte, en India de rest van de regio (iets meer dan de helft). De begrenzing wordt gevormd door de Line of Control (bestandslijn). India en Pakistan hebben drie keer oorlog gevoerd in Jammu en Kasjmir: de Eerste Kasjmiroorlog (1947-1948), de Tweede Kasjmiroorlog (1965) en de Indiaas-Pakistaanse Oorlog van 1971.
In het door Pakistan geregeerde gebied hebben etnische zuiveringen plaatsgevonden door islamitische militanten. Zij dwongen een groot aantal minderheden en oorspronkelijke inwoners de Kasjmirvallei te verlaten. De Pakistanen leiden militanten op om het Pakistaanse deel van Kasjmir te verdedigen. De spanning tussen de twee landen laaide opnieuw op in 2001 en 2002.
De Indiase overheid verbiedt iedere publicatie die het gebied beschrijft als betwist grondgebied in tegenstelling tot een integraal deel van India. Dit heeft bijvoorbeeld geleid tot een verbod op de invoer van cd-roms van Encyclopædia Britannica in India in 1998.
In augustus 2019 trok India de speciale autonomie van de deelstaat, geregeld in artikel 370 van de Indiase grondwet, in. De Indiase regering splitste de deelstaat op in twee unieterritoria: het westelijke, voornamelijk islamitische deel, dat de naam Jammu en Kasjmir behield, en het oostelijke, dunbevolkte Ladakh (ook wel West-Tibet genoemd), waar een groot deel van de bevolking boeddhist is. Door het intrekken van de autonomie werd het voor bewoners van de rest van India (dit zijn voornamelijk hindoes) gemakkelijker zich in deze gebieden te gaan vestigen. Pakistan is bezorgd dat dit nadelig is voor de moslims.

## Geografie
Jammu en Kasjmir strekt zich uit over meerdere grote bergketens op de grens met Pakistan en het Chinese Tibetaans Hoogland. De drie aparte gebieden die tot de deelstaat behoorden - Ladakh, Jammu en de Kasjmirvallei - bieden een grote verscheidenheid aan landschappen, religies en mensen. De overwegend islamitische Kasjmirvallei is een mozaïek van bossen, rijstvelden, meren en kanalen, hoewel de lieflijke schoonheid nu verstoord wordt door gewapende opstanden. In Jammu, dat bestaat uit vlakten en bergen, staat de tempel van Vaishno Devi, een belangrijk bedevaartsoord voor hindoes. Het dunbevolkte Ladakh, dat twee derde van het oppervlak van de deelstaat uitmaakt, is een hooggelegen woestijn. Het schrale landschap wordt er verzacht door smaragdgroene oasedorpen, het heldere licht van de wolkeloze blauwe hemel en de silhouetten van de oude boeddhistische kloosters.

## Bestuurlijke indeling

Kaart van heel Jammu en Kasjmir. Blauw is de Indiase staat en de dunne blauwe lijnen zijn de districtsgrenzen.

Als deelstaat was Jammu en Kasjmir bestuurlijk onderverdeeld in 22 districten. Hieronder volgt een lijst van de districten, gegroepeerd per regio:
| - Jammu - Doda - Jammu - Kathua - Kishtwar - Poonch - Rajouri - Ramban - Reasi - Samba - Udhampur |  | - Kasjmir - Anantnag - Bandipora - Baramulla - Budgam - Ganderbal - Kulgam - Kupwara - Pulwama - Shopian - Srinagar |  | - Ladakh - Kargil - Leh |

De Siachengletsjer, weliswaar onder controle van het Indiase leger, viel niet onder het bestuur van de staat Jammu en Kasjmir.